# Flensburger Fahrzeugbau
Flensburger Fahrzeugbau, FFG (укр. «Фленсбурґер Фарцойґбау») — німецька машинобудівна компанія, що спеціалізується на виробництві наземної військової техніки.
Станом на 2024 рік є одним із найбільших постачальників бронетехніки в Україну. Зокрема, в рамках МТД для відбиття російської агресії Україна отримує танки Leopard 1A5, інженерні машини Wisent і Dachs та пускові установки ЗРК IRIS-T SLS, які виготовляються FFG.

## Україна
Під час російського вторгнення в Україну з 2022 року німецький уряд постачає матеріально-технічну допомогу, в тому числі виробництва FFG. Зокрема, йдеться про ремонт бронетехніки та виготовлення спеціальної техніки. У січні 2024 член правління компанії Денніс Бюр’єс заявив, що вони вже надіслали або планують надіслати Україні близько 700 броньованих машин різних типів.
12 жовтня 2023 року було зареєстровано спільне підприємство FFG Industries Ukraine. У січні 2024 стало відомо, що FFG планує побудувати ремонтний завод на заході України для обслуговування наданої техніки.

## Продукція
- ACSV G5[en]
- Wisent 1
- Wisent 2
- модернізація та ремонт бронетехніки[3]